# Olmedo (Loja)
Olmedo ist eine Ortschaft und die einzige Parroquia urbana („städtisches Kirchspiel“) im Kanton Olmedo der ecuadorianischen Provinz Loja. Die Parroquia besitzt eine Fläche von 62,63 km². Die Einwohnerzahl der Parroquia lag im Jahr 2010 bei 4202. Davon wohnten 622 im Hauptort Olmedo.

## Lage
Die Parroquia Olmedo liegt in den westlichen Anden im Süden von Ecuador. Die Parroquia erstreckt sich über den Westen des Kantons Olmedo. Entlang der südlichen Verwaltungsgrenze verläuft ein 2300 m hoher Bergkamm. Der Río Umbalao, ein linker Nebenfluss des Río Yaguachi, entwässert das Areal nach Norden. Der etwa 1280 m hoch gelegene Hauptort befindet sich 48 km westlich der Provinzhauptstadt Loja. Eine knapp 5 km lange Nebenstraße verbindet La Tingue mit der weiter südlich verlaufenden Fernstraße E50 (Arenillas–Loja). Eine Nebenstraße führt zum 6,5 km weiter nördlich gelegenen Chaguarpamba.
Die Parroquia Olmedo grenzt im Osten an die Parroquia La Tingue, im Süden an das Municipio von Catacocha (Kanton Paltas), im Südwesten an die Parroquia San Antonio (ebenfalls im Kanton Paltas), im Westen an die Parroquias Buenavista und Amarillos (beide im Kanton Chaguarpamba) sowie im Norden an die Parroquia Chaguarpamba.

## Orte und Siedlungen
In der Parroquia Olmedo gibt es 33 Barrios.

## Geschichte
Die Parroquia Olmedo wurde am 25. Oktober 1909 im Kanton Paltas gegründet. Am 24. Februar 1997 wurde der Kanton Olmedo gegründet und Olmedo eine Parroquia urbana und Sitz der Kantonsverwaltung.

## Söhne und Töchter
- Simón Bolívar Sánchez Carrión (* 1971), römisch-katholischer Erzbischof und Diplomat